# Артавазд II
Артавазд II (арм. Արտավազդ Բ; ок. 96 до н. э.—31 до н. э.) — царь Великой Армении в 55—34 до н. э., сын Тиграна II и его жены Клеопатры, дочери царя Митридата VI Понтийского. Сочетал управление государством с занятиями историей и даже драматургией, основоположник армянской иноязычной литературы. Считается основателем армянского театра. Боролся за ликвидацию зависимости от Рима. Подобно своему отцу, носил титул «Царь царей».

## Биография
Уклонившись от поставки Риму военных контингентов против Парфии, обещанных по Арташатскому миру (66 г. до н. э.), Артавазд выступил в союзе с парфянами. Когда римский полководец Красс погиб в битве с парфянским полководцем Суреном при Каррах (Харране) в Месопотамии (53 г. до н. э.), Сурен прислал его голову царю Парфии, который находился в Арташате на свадьбе своего наследника с дочерью Артавазда. Оба царя присутствовали на представлении «Вакханок», трагедии Еврипида, и актёр вынес вместо бутафорской головы, требовавшейся по ходу действия, голову Красса, со словами: «вот рога оленя, убитого нами на счастливой охоте».
Поражение римлян в битве с парфянами при Каррах в 53 до н. э. и гибель Красса позволили Артавазду расширить границы страны на западе. Он, по-видимому, участвовал в походе парфянского царевича Пакора (40 г. до н. э.) против средиземноморских провинций Рима.
В 36—34 годах до н. э. римский полководец Марк Антоний, который управлял восточной частью римских владений, начал новую войну с Парфией, а затем и с Арменией, опираясь на помощь египетской царицы Клеопатры. Несмотря на начальные поражения, Антоний смог заманить Артавазда в свой лагерь якобы для переговоров и захватить его. Арташат был разграблен. В числе прочего были увезены золотая статуя богини Анаит и множество других сокровищ. Артавазд был увезён в Египет и проведён в триумфальном шествии римского полководца, а затем, спустя 3 года, обезглавлен.
После гибели Артавазда на престол вступил его сын, Арташес II, войска которого перебили римские гарнизоны, оставленные Антонием в Армении.
Артавазд II считается основоположником армянской иноязычной литературы. Согласно Плутарху, он писал драмы и речи на греческом языке.

## Образ в литературе
- Опубликованы трагедии "Артавазд II и Арташес II", автор Эдгар Артурович Мирзоян. Изд. Института социальных исследований Черноморско-Каспийского региона им. В. Б. Арцруни, Кавказский Центр Иранистики, Ереван, 2021 г. ISBN 978-9939-1-1251-0

Армянская писательница и драматург Екатерина Багатур (Ե. Բահաթուր, Баhатур, она же   Багатрян Բահաթրյան, 1870 - 1944),  опираясь на труды Мовсеса Хоренаци и Езника Кохбаци по-своему интерпретировала  легенду  об  Артавазде в пьесе "Артавазд", .
Армянский писатель Айк Арутюнович Хачатрян (1926-2001)  написал роман "Артавазд"; это произведение является продолжением  исторического романа "Тигран Великий" ("Տիգրան Մեծ").
Армянский писатель Ованес Нерзетян (Հ. Ներզեթյան) в 1990 году опубликовал историческую драму "Артавазд и Клеопатра" , посвященную превратностям судьбы и стойкости духа  армянского царя царей.